# Rajwa Al Saif
Rajwa Al Husajn (arab. رجوة الحسين; ur. 28 kwietnia 1994 w Rijadzie jako Rajwa Al Saif) – księżniczka Jordanii jako żona księcia koronnego Husajna.

## Życiorys

### Wczesne życie i edukacja
Jest najmłodszym z czworga dzieci saudyjskiego biznesmana, prezesa Al Saif Group Khaleda Al Saifa (1953–2024) i jego żony Azzy Al Sudairi. Jest członkinią saudyjskiej szlachty. Al Saifowie pochodzą od szejków miasta Al-Attar w Sudair. Jej matka jest krewną króla Arabii Saudyjskiej Salmana.
Zdobyła wykształcenie średnie w Rijadzie, a potem studiowała w szkole architektury Syracuse University w Nowym Jorku. Studiowała także i pracowała w Los Angeles, gdzie uczyła się na Fashion Institute of Design & Merchandising i pracowała w pobliskiej firmie architektonicznej.

### Zaręczyny i małżeństwo
17 sierpnia 2022 królewski dwór haszymicki ogłosił na Twitterze jej zaręczyny z księciem Husajnem, najstarszym synem króla Abda Allaha II i królowej Ranii. Zaręczyny odbyły się w domu jej ojca w Rijadzie i brali w nich udział członkowie obu rodzin.
Po raz pierwszy wystąpiła publicznie 18 sierpnia 2022 odwiedzając Royal Covenant z księciem Husajnem i jego wujem El Hassanem. 23 stycznia 2023 towarzyszyła Husajnowi podczas wizyty w inicjatywie Scent of Colour dla osób niewidomych i niedowidzących; Było to ich pierwsze oficjalne publiczne zaangażowanie jako para.
1 czerwca 2023 para wzięła ślub w pałacu Zahran. Podczas ceremonii Rajwa miała na sobie suknię autorstwa libańskiego projektanta Elie Saab i suknię Dolce & Gabbana na wieczorne przyjęcie.
10 kwietnia 2024 królewski dwór haszymicki ogłosił, że Rajwa i Husajn spodziewają się dziecka. 3 sierpnia 2024 urodziła się ich córka, księżniczka Iman bint Husjan, która została nazwana na cześć siostry księcia Husajna.

### Księżniczka Jordanii
Ponieważ tytuł księżnej tronu nie jest zwykle używany w Jordanii, po ślubie Rajwa została księżniczką Jordanii i otrzymała tytuł księżniczki Jej Królewskiej Wysokości Rajwy Al Husajn. Teraz oficjalnie poślubiona Księciu Koronnemu, będzie uczestniczyć w zajęciach domu królewskiego. 
Jako żona następcy tronu, Rajwa będzie reprezentować króla podczas oficjalnych spotkań w Jordanii i za granicą. Będzie uczestniczyć w działaniach związanych z projektami społecznymi i charytatywnymi.